# Isa Ternede
Isa Ternede (* 26. Januar 2001 in Diemen) ist eine niederländische Handballspielerin.

## Karriere

### Im Verein
Isa Ternede spielte zunächst in den Niederlanden für VOC Amsterdam. Mit Amsterdam gewann sie 2019 und 2023 die niederländische Meisterschaft. 2023 wechselte sie zum deutschen Zweitligisten Füchse Berlin. Nach einer Saison wechselte sie zum deutschen Erstligisten Buxtehuder SV.

### In Auswahlmannschaften
Mit der niederländischen Jugendnationalmannschaft belegte sie bei der U17-Europameisterschaft 2017 den 10. Platz und nahm im selben Jahr am Europäischen Olympischen Sommer-Jugendfestival 2017 teil. Mit den Juniorinnen belegte sie bei der U19-Europameisterschaft 2019 den 2. Platz.
Sie erreichte mit der A-Nationalmannschaft bei der Europameisterschaft 2024 den 6. Platz.